# Helderse Courant
De Helderse Courant, tot 1948 de Heldersche Courant, is een Nederlands dagblad dat in 1873 met de naam Vliegend Blaadje werd opgericht in Den Helder. Er was in die tijd al een krant met de naam Heldersche Courant en toen de druk daarvan in 1914 werd gestaakt werd de naam verkocht aan de uitgevers van het Vliegend Blaadje. Het blad verscheen vanaf 1914 driemaal per week en werd vanaf 1936 een dagblad. In 1946 ging de krant op in de Vereniging van Noordhollandse Dagbladen.
Tegenwoordig verschijnt de Helderse Courant in een oplage in de omgeving van Den Helder, Texel, Hollands Kroon, Huisduinen, Julianadorp, De Cocksdorp, De Koog, De Waal, Den Burg, Den Hoorn, Oosterend, Oudeschild, Breezand, Den Oever en Hippolytushoef als editie van het Noordhollands Dagblad, dat op zijn beurt wordt uitgegeven door Mediahuis Nederland.